# 林当归
林当归（学名：Angelica silvestris）为伞形科当归属的植物。分布于欧洲以及中国大陆的新疆等地，生长于海拔900米至1,100米的地区，多生长于沼泽塘边、河谷、林缘、林下和潮湿的杂草丛中，目前尚未由人工引种栽培。